# Emmanuel Beaubatie
Emmanuel Beaubatie, né en 1986, est un sociologue français. Il mène des recherches dans les champs du genre, de la sexualité et de la santé. Il collabore avec l'Institut national de la santé et de la recherche médicale, l'Institut national d'études démographiques, l'École des hautes études en sciences sociales et l'Université de Genève, dans le cadre d'enquêtes et de recherches portant sur ces thématiques.

## Parcours
Emmanuel Beaubatie, né en 1986, est docteur en sociologie. Il mène des recherches dans les champs du genre, de la sexualité et de la santé, à partir de méthodes mixtes, à la fois qualitatives et quantitatives. Il aborde notamment la thématique des parcours trans sous l'angle de l'expérience à géométrie variable de la mobilité sociale, décrypte les ressorts et manifestations des violences transphobes et cartographie l’espace social du genre, en l'associant à l'espace social de classe, tout en interrogeant les transformations de l’ordre du genre et des catégories qui sous-tendent leurs relations. Il questionne également l’évolution et l’intrication des critères de discrimination dans le contexte français, ainsi que les questions de santé sexuelle.
Sa thèse de doctorat, intitulée « Transfuges de sexe. Genre, santé et sexualité dans le parcours d'hommes et de femmes trans en France »,, rédigée sous la direction de Michel Bozon, porte sur les parcours d’hommes et de femmes trans en France et replace les parcours trans dans un contexte social et institutionnel, en tenant compte de rapports de pouvoir qui le traversent. Sa recherche s’intéresse « aux manières dont le genre structure les traitements scientifiques du changement de sexe, ainsi que les trajectoires sociales et les subjectivités des personnes qui entreprennent cette démarche » et à l’hétérogénéité des trajectoires sociales trans en France, en particulier du point de vue du genre. L’enquête s’appuie sur une trentaine d'entretiens individuels avec des personnes estimant poursuivre, ou avoir poursuivi, un parcours de transition, ainsi que sur des résultats et analyses secondaires de l’enquête « Trans et santé sexuelle » de l’INSERM menée en 2010. Dans ce cadre, il collabore avec le chercheur en sciences sociales Alain Giami.
Il soutient sa thèse en 2017. Celle-ci est récompensée par le prix de thèse 2018 du GIS Institut du Genre,, et il est co-lauréat du prix de thèse 2018 du défenseur des droits,,,.
Il effectue ensuite un post-doctorat et contribue au projet « Homosexualités : savoirs et méthodes », à l’Institut national d'études démographiques (INED).
De 2011 à 2014, il est rattaché à l’Institut de recherche interdisciplinaire sur les enjeux sociaux (IRIS-EHESS) et associé à l’équipe « Genre, santé sexuelle et reproductive », de l'INSERM, et travaille également sur l’enquête « Trans et santé sexuelle ».
Entre 2018 et 2020, il mène une enquête sur la connaissance, les usages et la prescription de la prophylaxie pré-exposition (PrEP), dans le cadre de l'INED, sur allocation de Sidaction.
Depuis 2020, il est chargé de cours dans le cadre du programme de master « Genre Politique Sexualité », proposé par l'EHESS, ainsi qu'à Sciences Po Paris,.
Aux côtés de la docteure Solène Gouilhers, il est chargé d'une recherche, démarrée en mars 2021, titrée « Vers l’accès à la procréation médicalement assistée des personnes trans ? Une enquête comparative (Suisse, France, Angleterre, Belgique) ». Celle-ci est menée dans le cadre de l'Institut des études de genre de la faculté des sciences de la société de l'université de Genève (UniGe), sous la direction de la professeure Delphine Gardey. La recherche se focalise sur l’autoconservation des gamètes et la procréation médicalement assistée pour les personnes trans à l’échelle européenne.
Il publie, en 2021 aux éditions de La Découverte, son premier ouvrage, tiré de sa thèse, Transfuges de sexe. Passer les frontières du genre,,,,,, dans lequel il invite « à repenser le genre tel qu’on le connaît – ou plutôt, tel qu’on pense le connaître – aujourd’hui. »[source insuffisante]

## Thématiques de recherches
« La multiplicité des positions de genre possibles ne peut se réduire à un spectre opposant masculin et féminin. De nombreuses conceptions du genre s’affrontent dans un espace aux multiples dimensions, proposant chacune une alternative différente aux normes masculines et hétérosexuelles. »

Emmanuel Beaubatie part du constat que les approches queer abordent généralement les parcours trans sous un angle post-structuraliste, en considérant les transitions comme une simple question d'identité ou de subjectivité, et abordent peu les questions non-binaires sous l'angle de la mobilité sociale de sexe. Pour lui, cette expérience de mobilité sociale est à géométrie variable, on ne passe pas juste d'homme à femme ou de femme à homme. Il explique que, « comme pour les mobilités sociales de classe, finalement, les mobilités peuvent avoir toute une diversité d'amplitude, différentes ampleurs. Ce n'est pas forcément un passage radical d'une catégorie à une autre. Voilà donc ce que j'appelle l'espace social du genre, pour reprendre un peu l'expression ». Il ajoute que les personnes trans expérimentent l'évolution de leur statut social, dans leur chair. En effet, les hommes trans vivent une forme d'ascension, alors que les femmes trans subissent un déclassement. C'est une forme de mobilité sociale, révélatrice de la hiérarchie organisée entre les sexes dans nos sociétés humaines.
Il décrypte notamment les ressorts et manifestations des violences transphobes et cartographie l’espace social du genre, en l'associant à l'espace social de classe, tout en interrogeant les transformations de l’ordre du genre et des catégories qui sous-tendent leurs relations. Il questionne l’évolution et l’intrication des critères de discrimination dans le contexte français, ainsi que les questions de santé sexuelle, en décrivant la façon dont « les rapports au risque et à la prévention se construisent au fil des parcours de vie. »
Beaubatie rappelle également la diversité de la population trans qui, comme celle des gays et des lesbiennes, forme un groupe très hétérogène, composé d'une diversité de parcours et d’expériences sociales. Il montre qu'au sein d'un ordre de genre hiérarchisé, il existe une asymétrie entre les parcours et une différence de temporalité des changements de sexe, en fonction du type de transition. Les personnes qui transitionnent d'homme à femme (MtF) le font tardivement — entre quarante et cinquante ans —, le plus souvent après avoir expérimenté une vie hétérosexuelle, voire une vie de famille. Alors que pratiquement toutes les personnes qui transitionnent de femme à homme (FtM) le font de façon précoce — avant trente ans —, après avoir vécu des expériences lesbiennes masculines. L'étude de la sexualité pratiquée avant, pendant et après la transition permet les d'éclairer les enjeux personnels et sociaux.
En 2011, en collaboration avec Julie Guillot, il publie un article sur l’invisibilité des personnes ayant effectué une transition FtM, dans lequel les deux auteurs dénoncent une « prise en compte scientifique différentielle des trans selon le genre » et l'omniprésence de l'androcentrisme à l'œuvre dans les domaines scientifiques, en tant que vecteur de ce processus d'invisibilisation.
Emmanuel Beaubatie dénonce également le un traitement médiatique différencié entre les hommes et les femmes trans et, de façon plus générale, le rôle des médias à « façonner le sens commun sur ces questions ». En décembre 2020, dans le journal Libération, il explique comment le coming out trans de l'acteur Elliot Page « n'échappe pas aux clichés » véhiculés par les médias.
En mai 2021, à l'occasion de la Journée mondiale contre l'homophobie, la transphobie et la biphobie, Beaubatie revient sur les fondements de l’homophobie et la transphobie, en expliquant les raisons de l'inadéquation de ces termes. En effet, la phobie est de l'ordre de la psychologie, voire de l'irrationnel, alors que ces formes de haine sont structurelles. Les fondements de ces sentiments sont liés à « l’ordre du genre tel qu’il est conçu aujourd’hui, dans la différenciation et la hiérarchisation entre les hommes et les femmes. » Il précise que le changement de sexe est encore, en France, une décision administrée par le juge et le psychiatre.

« L’homophobie et la transphobie proviennent de ce que les personnes – des hommes avant tout – se sentent menacées dans leur masculinité par les gays, les lesbiennes ou les trans. Les auteurs de violence sont souvent des hommes, comme le relèvent les enquêtes sociologiques. »

L’homosexualité vient menacer les fondements de cette masculinité, basée sur l’hétérosexualité. Le chercheur explique que les lesbiennes, elles, sont stigmatisées car elle se passent des hommes. Enfin, les femmes trans — personnes qui étaient des hommes devenues des femmes —, sont souvent stigmatisées et violentées en début de transition. Elles sont fréquemment précarisées, alors que les hommes trans ont plus de peine à s'intégrer dans des groupes d'hommes. Celles qui ont entamé jeunes leur transition sont les plus isolées. Selon Beaubatie, les personnes trans, et notamment les femmes trans, bouleversent l'ordre social préétabli en démontrant « que la frontière entre hommes et femmes est poreuse, c’est cela qui apparaît menaçant pour beaucoup », particulièrement les hommes, « auteurs de la majorité des manifestations transphobes, et pour qui "toute féminité est perçue comme quelque chose de dégradant […]. Cela vient les interroger sur leur masculinité". »

### Cissexisme (transphobie)
Concernant la transphobie, Beaubatie propose d’utiliser le terme « cissexisme » pour qualifier cette discrimination. D'un point de vue sociologique, ce terme permet « de montrer qu'il n'y a pas une peur irrationnelle et individuelle des personnes trans, mais des violences liées au genre, qui structurent la société dans son ensemble. » Le préfixe cis renvoie aux personnes cisgenres, c'est-à-dire qui ne sont pas trans.

## Contributions
En juin 2012, il intervient en tant que doctorant en sociologie à l’EHESS-IRIS, dans le cadre du septième module, intitulé « Corps et sexualité » du Certificat de formation continue en Etudes genre, proposé par l'Université de Genève, en abordant le débat contemporain autour de la question trans sous le libellé « La controverse trans : déconstruction d’un débat bipolarisé ».
En 2015, il participe au colloque international Genre et santé, de l’Institut Émilie-du-Châtelet en partenariat avec l’Inserm, il intervient en présentant les parcours de la population trans, en détaillant plus particulièrement les processus menant à l'invisibilisation des femmes trans.
En février 2018, il est signataire de l'appel initié par les membres de l'Institut de recherche interdisciplinaire sur les enjeux sociaux (IRIS), publié dans les blogs de Mediapart sous le titre "Soutien aux exilé·e·s réfugié·e·s à Paris 8".
Il s'exprime régulièrement dans les médias sur les questions touchant au genre,,. Ainsi, en mai 2019, dans le cadre de l'émission Affaires sensibles, sur la radio France Inter, il raconte la vie de Jacqueline Charlotte Dufresnoy, dite Coccinelle.
En avril 2019, il est interrogé par The New York Times, alors qu'une femme transgenre vient d'être violemment agressée à Paris. Il explique que la transition d'un homme vers une femme est encore considérée par de nombreuses personnes comme un processus dégradant. Les nombreux stéréotypes de genre relatifs aux femmes transgenres conduisent celles-ci à leur insécurité sociale et économique. Pour lui, la couverture médiatique de l'affaire ne change pas grand chose à cette situation.
Dans un article publié dans la rubrique Rue89 de L'Obs, en février 2020, il fait suite aux propos transphobes tenus par Marguerite Stern, fondatrice du collectif Collage féminicide (collage féministe) et explique que les conflits qui existent entre féminisme et transphobie sont liés aux contextes de domination qui oppriment à la fois les femmes et les trans.

## Publications (sélection)

### Ouvrages
- 2021 : Transfuges de sexe. Passer les frontières du genre, Paris, La Découverte, 12 mai 2021, 192 p. (ISBN 978-2348057373)
- 2024 : Ne suis-je pas un.e féministe ?, Paris, Seuil, 1er mars 2024, 60 p. (ISBN 978-2-02-154422-0)

### Articles
- 2016 : « Psychiatres normatifs vs. trans subversifs ? Controverse autour des parcours de changement de sexe », Raisons politiques « 2016/2 (N° 62) »,‎ 2016, p. 131-142 (DOI 10.3917/rai.062.0131, lire en ligne)
- 2016 : « trans », Encyclopédie critique du genre « Hors collection Sciences Humaines »,‎ 2016, p. 640-648 (DOI 10.3917/dec.renne.2016.01.0640, lire en ligne)
- 2019 : « L’espace social du genre. Diversité des registres d’action et d’identification dans la population trans’ en France », Sociologie « 2019/4 (Vol. 10) »,‎ 2019, p. 395-414 (DOI 10.3917/socio.104.0395, lire en ligne)
- 2019 : « L’aménagement du placard. Rapports sociaux et invisibilité chez les hommes et les femmes trans’ en France », Genèses « 2019/1 (n° 114) »,‎ 2019, p. 32-52 (DOI 10.3917/gen.114.0032, lire en ligne)
- 2019 : « Changer de sexe et de sexualité. Les significations genrées des orientations sexuelles », Revue française de sociologie « 2019/4 (Vol. 60) »,‎ 2019, p. 621-649 (DOI 10.3917/rfs.604.0621, lire en ligne)
- 2020 : « Des trans’ chez les féministes. Retour critique sur cinquante ans de controverse », Revue du Crieur « 2020/2 (N° 16) »,‎ 2020, p. 140-147 (DOI 10.3917/crieu.016.0140., lire en ligne)